# Gerhard Schwenzer
Gerhard Schwenzer (Lorch, 1º ottobre 1938) è un vescovo cattolico tedesco, dal 29 luglio 2005 vescovo emerito di Oslo.

## Biografia
Monsignor Gerhard Schwenzer è nato a Lorch il 1º ottobre 1938.

### Formazione e ministero sacerdotale
Dopo aver studiato per i primi quattro di scuola superiore nella sua città natale, è stato ammesso alla scuola monastica di Niederlahnstein. Dopo essersi diplomato ha chiesto di entrare nella Congregazione dei Sacri Cuori, l'ordine che gestiva la scuola.
Compiuto il noviziato, per tre anni ha studiato filosofia nel seminario del suo ordine a Simpelveld, nei Paesi Bassi. Ha poi proseguito gli studi di teologia a Roma. Ha conseguito il dottorato in teologia all'Università Ruperto Carola di Heidelberg. Nella sua dissertazione si è occupato del concetto di Chiesa del teologo luterano Edmund Schlink che aveva partecipato come osservatore al Concilio Vaticano II.
Il 18 luglio 1964 è stato ordinato presbitero. Successivamente ha vissuto a Simpelveld dove ha operato come maestro dei novizi e docente di teologia sistematica.
Nel 1974 è stato nominato amministratore apostolico del vicariato apostolico della Norvegia Centrale, una circoscrizione di missione del suo ordine.

### Ministero episcopale
Il 29 agosto 1975 papa Paolo VI lo ha nominato vicario apostolico della Norvegia Centrale e vescovo titolare di Hólar. Ha ricevuto l'ordinazione episcopale nella cattedrale di Sant'Olav a Trondheim dal vescovo di Oslo John Willem Nicolaysen Gran, coconsacranti il vicario apostolico della Norvegia Settentrionale Johann Wember e il vescovo di Copenaghen Hans Ludvig Martensen.
Il 28 marzo 1979 papa Giovanni Paolo II ha elevato il vicariato apostolico in prelatura territoriale e lo ha nominato suo primo prelato.
Il 2 giugno 1981 papa Giovanni Paolo II lo ha nominato vescovo coadiutore di Oslo. È entrato in diocesi il 4 settembre successivo ed è succeduto alla medesima sede il 26 novembre 1983. È rimasto amministratore apostolico della prelatura territoriale di Trondheim fino al 9 febbraio 1988.
Nel giugno 1989 la sua diocesi ha ricevuto la visita di papa Giovanni Paolo II.
Nel giugno del 2010 ha compiuto la visita ad limina.
Come vescovo ha pubblicato le lettere pastorali sulla protezione della vita "Vern om Livet" nel 1999, sulla cura per la vita "Omsorg for livet" nel 2002, sulle opportunità e i rischi dell'ingegneria genetica "Möglichkeiten und Risiken der Genetik" nel 2002, sull'imparare a vedere i nostri fratelli e sorelle come le vede Cristo "Å lære å se våre brødre og søstre slik Kristus ser dem" nel 2002 e sulla guerra in Iraq "Die Krise im Irak" nel 2003.
È stato presidente della Conferenza episcopale della Scandinavia dal 1999 al 2005.
Il 2 marzo 2005 ha annunciato di aver presentato le dimissioni. Il 29 luglio dello stesso anno papa Benedetto XVI ha accetto la sua rinuncia al governo pastorale della diocesi per motivi di salute.

## Genealogia episcopale e successione apostolica
La genealogia episcopale è:
- Cardinale Scipione Rebiba
- Cardinale Giulio Antonio Santori
- Cardinale Girolamo Bernerio, O.P.
- Arcivescovo Galeazzo Sanvitale
- Cardinale Ludovico Ludovisi
- Cardinale Luigi Caetani
- Cardinale Ulderico Carpegna
- Cardinale Paluzzo Paluzzi Altieri degli Albertoni
- Papa Benedetto XIII
- Papa Benedetto XIV
- Papa Clemente XIII
- Cardinale Marcantonio Colonna
- Cardinale Giacinto Sigismondo Gerdil, B.
- Cardinale Giulio Maria della Somaglia
- Cardinale Carlo Odescalchi, S.I.
- Cardinale Costantino Patrizi Naro
- Cardinale Lucido Maria Parocchi
- Papa Pio X
- Papa Benedetto XV
- Arcivescovo Sebastiano Nicotra
- Vescovo Pierre Nommesch
- Vescovo John Willem Nicolaysen Gran, O.C.S.O.
- Vescovo Gerhard Schwenzer, SS.CC.

La successione apostolica è:
- Vescovo Markus Bernt Eidsvig, C.R.S.A. (2005)